# Суматра
Суматра (индон. Sumatera) је индонежанско острво, једно од Великих Сундских острва. Са површином од 473.481 km² Суматра је шесто острво по величини у свету. Има 40 милиона становника који говоре 52 различита језика. Највише их је малајског порекла. Око 80% становништва су муслимани, а 18% хришћани.
Острво се простире 1.700 километара у правцу северозапад-југоисток и широко је до 370 километара. Екватор пролази кроз средину острва. Планина Керинчи је највиши врх Суматре (3.805 метара). Суматра је позната по интензивној вулканској активности, због чега је земљиште веома плодно, а пејзажи спектакуларни. Источна половина острва је равничарска. Око 40 километара од јужне обале Суматре, са друге стране Сундског мореуза, налази се острво Јава. Борнео је удаљен 600 километара, док је Малајско полуострво на североистоку одвојено мореузом Малака. На око 200-1.000 километара северозападно од Суматре леже групе острва Андамани и Никобари.
Цунами висине 16 метара изазван земљотресом јачине 9 на Рихтеровој скали, погодио је 26. децембра 2004. западне обале Суматре, нарочито провинцију Аћех. Тада је погинуло 170.000 Индонежана. На Суматри се налазе значајна изворишта нафте. Експлоатише се угаљ, злато, боксит и цинк. Од пољопривредних производа, значајни су каучук, бибер, кафа, палмино уље и дуван.
Суматра има широк спектар биљних и животињских врста, али је у последњих 35 година изгубила скоро 50% своје тропске прашуме. Многе су врсте сада критично угрожене, попут суматранске кукавице, суматранског тигра, суматранског слона, суматранског носорога и суматранског орангутана. Крчење шума на острву резултирало је и озбиљним сезонским измаглицом дима над околним земљама, попут измаглице југоисточне Азије из 2013. године, што је проузроковало знатне напетости између Индонезије и погођених земаља Малезије и Сингапура. Широко распрострањено крчење шума и друго уништавање животне средине на Суматри и другим деловима Индонезије академици су често описали као екоцид.

## Етимологија
Суматра је у давна времена била позната по санскритским именима Suwarnadwīpa („Острво злата“) и Suwarnabhūmi („Земља злата“), због налазишта злата у висовима острва. Најраније познато помињање садашњег облика „Суматра“ било је 1017. године, када је локални краљ Хаџи Суматрабуми („краљ земље Суматре“) послао изасланика у Кину. Арапски географи су острво називали Lamri (Ламури, Ламбри или Рамни) од десетог до тринаестог века, у вези са краљевством у близини данашњег Банда Ацеха које је било прво пристаниште за трговце. Острво је такође познато под другим именима, укључујући Андалас или острво Перча.
Крајем 13. века Марко Поло је краљевство називао Samara, док је његов италијански сапутник Одорик од Порденона користио облик Sumoltra. Касније, у 14. веку, локални облик „Суматра“ постао је популаран у иностранству због растуће моћи краљевства Самудера Пасај и каснијег Султаната Ацех.
Од тада су каснији европски писци углавном користили назив Суматра или сличне облике имена за цело острво.

## Географија
Острво се дужином од 1.790 km пружа правцем северозапад-југоисток, а у близини средине острва сече га екватор. Суматра је на свом најширем делу широка 435 km. Дуж западне обале протеже се планина Барисан, а на истоку острва простиру се мочварне равнице. Суматра је од свих индонежанских острва најближа азијском континенту.
Југоисточно од Суматре налази се острво Јава, раздваја их само Сундски мореуз. Северно од Суматре, са друге стране малајског пролаза, налази се Малајско полуострво. Источно од Суматре, са друге стране кариматског пролаза, налази се острво Борнео, док се на западу налази Индијски океан.
Велики суматрански расед и Сундска зона субдукције (чији је део Суматрански ров), се протежу целом дужином западне обале острва. Западну обалу Суматре и оближња острва је 26 децембра 2004. погодио цунами, који је уследио након земљотреса у Индијском океану. То је био најдужи земљотрес до данас забележен, трајао је између 500 и 600 секунди. Више од 170.000 Индонежана је погинуло, највише у Аћеху.
На источној страни острва велике реке са планина доносе муљ, правећи велике низије испресецане мочварама. Иако већим делом није погодна за земљорадњу, ова област је данас од великог економског значаја за Индонезију. Овде је развијена производња палмовог уља и нафте.
Суматра је и највећи произвођач кафе у Индонезији. Мала газдинства у висоравнима гаје кафу арабику Coffea arabica), док у низијама гаје робусту (Coffea canephora). Кафа арабика из области Гајо, Линтонг и Сидикаланг се по правилу прерађује употребом технике Гилинг басах, која јој даје тежину и ниску киселост.

## Природа
На Суматри живи 201 врста сисара и 580 врста птица. На острву живи 9 ендемских врста сисара и још 14 на оближњим острвима. Међу врстама се истичу: суматрански тигар, суматрански орангутан, суматрански носорог, суматрански слон, малајски тапир, дајачки плодоједни слепи миш и друге. Ту је и 17 ендемских биљних врста (највећи цвет на свету: Rafflesia arnoldii).
На острву постоји 10 националних паркова од којих три припадају листи светске баштине.

## Провинције
Суматра (са суседним мањим острвима) је подељена на 10 провинција, при чему Аћех ужива статус засебног региона.
Суматра:
- Аћех (северозапад), главни град Банда Аћех
- Бенгкулу (јужна обала), Бенгкулу
- Џамби (центар-исток), Џамби
- Лампунг (југоисток), Бандар Лампунг
- Ријау (центар), Пеканбару
- Западна Суматра (средина западне обале), Паданг
- Јужна Суматра (југоисток), Палембанг
- Северна Суматра (северозапад), Медан

Суседна мања острва:
- Банка Белитунг (2 острва близу Борнеа), Пангкалпинанг
- Острва Ријау (Ријау архипелаг), Танџунгпинанг

## Демографија
Суматра није нарочито густо насељена, са просечно око 126 људи по km2 – око 59.977.300 људи укупно (према званичним проценама средином 2022. године). Због своје величине, то је ипак пето најнасељеније острво на свету.
- Минангкабау жене носе тањире са храном на церемонију
- Традиционална кућа у Нијасу у Северној Суматри